# Abraham Fischer
Abraham Fischer, född (döpt den 11 oktober) 1724 i Stockholm, död där den 4 augusti 1775, var en svensk arkitekt och teckningslärare. Han var sonsons son till Anders Fischer. 
Fischer blev volontär vid fortifikationen i Stralsund 1739, underkonduktör vid fortifikationens Karlskronabrigad 1745, adjutant vid fortifikationens skånska brigad 1754, konduktör vid Stockholmsbrigaden 1758, löjtnant 1760 och kapten vid Stockholmsbrigaden 1765. Han beviljades avsked med majors karaktär 1768.
Att Fischer inte blivit bortglömd beror helt och hållet på de ritningar över skånska herrgårdar som han upptäckte i Malmö. De utfördes på 1680-talet av Gerhard von Buhrmann. Dessa ritningar utgav Fischer under titeln Prospecter af åtskillige märkvärdige byggnader, säterier och herre-gårdar uti Skåne (1756), stuckna av Carl Bergquist. 
Fischer såg ritningarna som ett bihang till Erik Dahlberghs Suecia Antiqua et hodierna och ansträngde sig för att få den tanken accepterad. Han försökte också få de skånska godsägarna att finnansiera publiceringen, vilket de förhöll sig kallsinniga till. Han fick skaffa fram medel från annat håll och lyckades skrapa ihop 25 sponsorer, vilkas namn graverades på kopparsticken.